# ماري برات
ماري برات (بالإنجليزية: Mary Pratt)‏ هي لاعبة كرة قاعدة أمريكية، (ولدت في بريدجبورت في الولايات المتحدة 1918 – 2020 م).